# PalaSant'Elia
Il PalaSant'Elia è un palazzo dello sport situato nel comune di Pentone, nell'omonima frazione, a pochi chilometri da Catanzaro. Fino al 2017 ha ospitato le gare casalinghe del Catanzaro Calcio a 5 Stefano Gallo 79, oltre che di varie altre società minori del capoluogo.

## Storia
In seguito ad un periodo di abbandono, nell'estate del 2014 la struttura è stata ristrutturata e adeguata alle varie norme vigenti in materia dal Catanzaro Calcio a 5 Stefano Gallo 79, società militante nel campionato di Serie A2 di calcio a 5.
Il 17 luglio 2014 la società ha raggiunto un accordo con il Comune di Pentone ottenendone la concessione esclusiva per vent'anni e divenendone dunque gestore. L'inaugurazione è avvenuta il 22 settembre, con un'amichevole fra il Catanzaro e il Kroton, società militante nel campionato di Serie B.
Nel febbraio 2015, i Carabinieri della compagnia di Pentone hanno apposto i sigilli all'impianto a causa di presunte irregolarità nell'apertura dello stesso, legate a carenze strutturali. In seguito ai necessari lavori di adeguamento, la struttura è rientrata nelle disponibilità del Catanzaro a partire dal campionato 2015-2016.

## Struttura
La struttura è dotata di spogliatoi, palestra e infermeria. Il campo di gioco in parquet, dopo il rifacimento, è color nero e reca lo stemma del Catanzaro nel centro del campo; misura 40 x 20 m ed è omologato per gare internazionali dalla Divisione Calcio a 5. Sul campo si affaccia una tribuna avente una capienza di circa 1 200 posti esclusivamente a sedere.